# هادیکس (کنتاکی)
هادیکس (به انگلیسی: Haddix) یک منطقهٔ مسکونی و شهرک ذغال‌سنگ در ایالات متحده آمریکا است که در شهرستان بریثیت، کنتاکی، واقع شده‌است. در نزدیکی محل تلاقی کریک مشکل ساز و رودخانه نورث فورک کنتاکی قرار دارد.
اولین معادن در این منطقه حدود سال ۱۸۵۲ افتتاح شد. یک اداره پست در سال ۱۹۱۶ تأسیس شد و به نام ساموئل هادیکس ساکناولیه، بومی ویرجینیا، نامگذاری شد. اداره پست آن در سال ۱۹۹۴ بسته شد.